# Hidejirō Tanaka
Hidejirō Tanaka (田中秀次郎?, Tanaka Hidejirō; 1º gennaio 1910 – ...) è stato un cestista giapponese.

## Carriera
Con il Giappone ha partecipato alle Olimpiadi del 1936.